# Komatipoort
Komatipoort (deutsch etwa: „Tor am Komati“) ist eine südafrikanische Kleinstadt in der Provinz Mpumalanga. Sie gehört zur Gemeinde Nkomazi im Distrikt Ehlanzeni. Die Stadt hat 4683 Einwohner (Stand: Volkszählung 2011) und liegt nahe der Grenze zu Mosambik.

## Name
Komatipoort liegt am Fluss Komati. Poort ist afrikaans und bedeutet „Tor“ oder „Pforte“.

## Geographische Lage
Die Stadt liegt rund fünf Kilometer westlich der Grenze zu Mosambik, acht Kilometer südlich des Kruger-Nationalparks und rund 65 Kilometer nördlich von Eswatini am Zusammenfluss der Flüsse Komati und Crocodile River. In der Nähe der Stadt durchbricht der Komati die Gebirgskette der Lebomboberge. Komatipoort liegt in der heißesten Klimazone Südafrikas. Die Durchschnittstemperaturen betragen im Winter 26 °C, im Sommer 33 °C.

## Geschichte
Die Stadt wurde 1887 als südafrikanischer Grenzort der Bahnstrecke Pretoria–Lourenço Marques (heute: Maputo) gegründet. 1899 bis 1903 kämpften von hier aus Reitertruppen im Zweiten Burenkrieg gegen die Buren. 1903 erhielt Komatipoort Stadtrechte.
Am 17. März 1984 wurde hier vom südafrikanischen Staatspräsidenten Pieter Willem Botha und dem mosambikanischen Präsidenten Samora Machel der Nkomati Accord unterzeichnet. Dieser Friedensvertrag sah vor, dass Südafrika und Mosambik die Unterstützung der Rebellenorganisationen auf dem Gebiet des jeweils anderen Landes einstellen sollten.
Am 19. Oktober 1986 starben Samora Machel und weitere 34 Insassen bei einem Flugzeugabsturz in den Lebombobergen nahe Komatipoort. Als Ursache werden ein Flugfehler des sowjetischen Piloten oder aber ein Einwirken durch südafrikanisches Militär angenommen.

## Wirtschaft
In der Umgebung werden Zuckerrohr, Bananen und Zitrusfrüchte angebaut. Ferner hat Komatipoort durch den nahen Kruger-Nationalpark Bedeutung als Übernachtungsort im Tourismus.

## Verkehr
Komatipoort liegt an den Bahn- und Fernstraßenstrecken Pretoria-Johannesburg–Maputo (Maputo Corridor). Die Stadt ist ein bedeutender Eisenbahnknoten an der Grenze zu Mosambik und in der Nähe von Eswatini. Über die Stadt gelangen Gütertransporte von und zum Hafen Maputo.
Eine weitere Strecke zweigt westlich von Komatipoort am Eisenbahnkreuz Kaapmuiden ab und führt nordwärts über den Knotenpunkt Tshukudu nach Tzaneen und Louis Trichardt zur simbabwischen Grenze bei Musina. Eine Zweigstrecke von Komatipoort nach Eswatini wurde 1986 fertiggestellt. Sie dient vor allem dem Gütertransitverkehr von nördlich gelegenen Staaten wie Simbabwe und Sambia und dem Bergbaugebiet um Phalaborwa zu den südafrikanischen Häfen von Richards Bay und Durban.
Nahe Komatipoort befindet sich der Flughafen Komatipoort Airport (IATA-Flughafencode KOF).
Über die Nationalstraße N4 ist die Stadt mit Pretoria und jenseits der Grenze durch die weiterführende EN4 mit Maputo verbunden. Die R571 führt Richtung Eswatini.